# Vol dels ocells
El vol és el principal mitjà de locomoció que empren la majoria dels ocells. Els ajuda a l'hora d'alimentar-se, procrear i evitar depredadors.

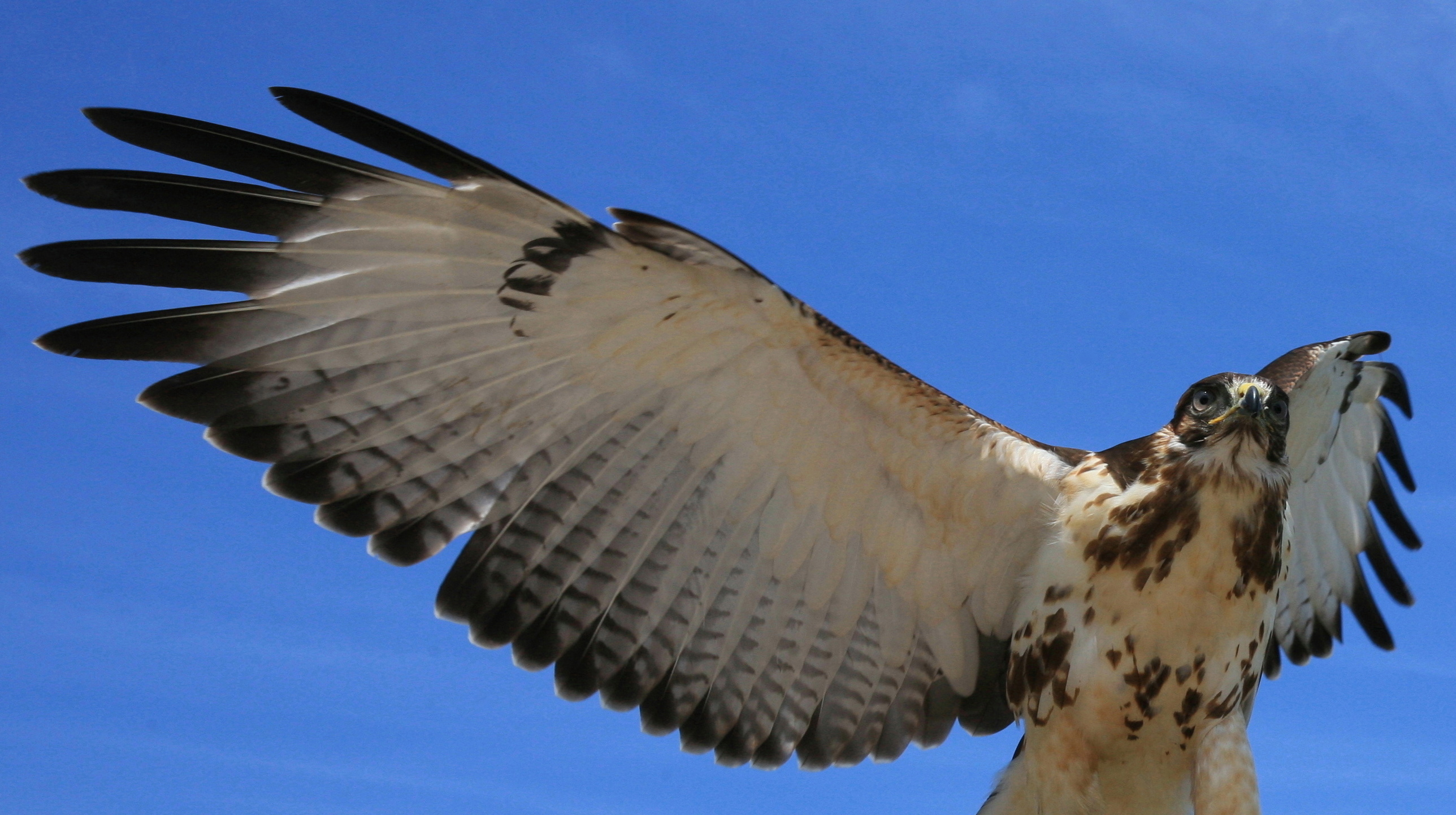
Una àguila africana volant

## Evolució i propòsit del vol dels ocells
Malgrat que l'origen del vol dels ocells no està totalment clar, molts paleontòlegs estan d'acord que els ocells evolucionaren a partir de dinosaures teròpodes. Sembla probable que evolucionaren d'espècies que vivien en el sòl i que el vol el desenvoluparen una vegada aconseguiren les primeres plomes. És possible en aquest cas que el vol en els ocells evolucionara com a resultat dels beneficis a l'hora de perseguir preses voladores (com insectes) i en segon lloc esdevenint útil per a evitar depredadors.
El vol és energèticament més demandant en els pardals més grans, és per això que les espècies més grosses volen sense batre les ales la major part del temps, bé planant o bé bellugant-se (enlairament vertical aprofitant els corrents d'aire). Hi ha, a més, moltes adaptacions fisiològiques per a fer el vol més eficient.
Les aus empren el vol per a obtenir preses, per a aconseguir aliments i per a migrar depenent de l'estació de l'any. La importància per a evitar depredadors (i l'extrema demanda energètica) pot observar-se en la freqüència amb què els ocells perden la seua capacitat de vol quan apleguen a illes aïllades sense depredadors terrestres. Altres espècies usen el vol per a gallejar en la temporada d'aparellament i per a fer el niu en llocs de difícil accés.

## Mecanisme bàsic del vol dels ocells

La força de sustentació (lift) té una component horitzontal i una component vertical.

El fonament del vol dels ocells és semblant al de les ales de les aeronaus. Gràcies al perfil alar, el corrent d'aire a l'ala produeix la força de sustentació, perquè la pressió a sota de l'ala és més gran que a sobre.
Quan planen, s'exerceix una forca a la vegada vertical i cap endavant de les seues ales. Açò és possible perquè la força de sustentació es genera en els angles rectes respecte al corrent d'aire, que durant el vol és lleugerament baix de l'ala. La força de sustentació té, per tant, un component de propulsió horitzontal. El pes sempre actua cap avall i no pot proporcionar propulsió, però amb la component horitzontal, un ocell plana en compte de descendir com un paracaigudes.
Quan un ocell bat les ales, al contrari que durant el planatge, les ales continuen desenvolupant una força de sustentació com abans, però alhora creen una força d'espenta, que contraresta el pes i l'arrossegament. Les ales són batudes en dos temps: el moviment cap avall, que proporciona la major part de l'impuls, i el moviment cap amunt, què (depenent de les ales de l'ocell) proporciona certa força d'elevació. En cada batuda cap amunt, l'ala es dobla lleugerament cap a dins per a reduir la resistència al moviment d'ascensió. Les aus canvien l'angle d'atac durant l'alçada i el descens de les seues ales, essent en el primer cas reduït i augmentat en el segon.
Hi ha tres forces principals que s'oposen al vol aeri de l'ocell: la resistència friccional (causada per la fricció de l'aire i la superfície del cos), la resistència paràsita (a causa de l'àrea frontal de l'ocell) i la resistència induïda (causada pels vòrtexs en la punta de l'ala).